# Чайковский, Пшемыслав
Пшемыслав Чайковский (пол. Przemysław Czajkowski; род. 26 октября 1988, Вроцлав) — польский легкоатлет, специалист по метанию диска. Выступал за сборную Польши по лёгкой атлетике во второй половине 2000-х — первой половине 2010-х годов, обладатель серебряной медали Универсиады в Шэньчжэне, победитель и призёр первенств национального значения, участник летних Олимпийских игр в Лондоне.

## Биография
Пшемыслав Чайковский родился 26 октября 1988 года во Вроцлаве, Польша.
Занимался лёгкой атлетикой в городе Бяла-Подляска, проходил подготовку в местном клубе AZS AWF Biala Podlaska.
Впервые заявил о себе на международном уровне в сезоне 2005 года, когда вошёл в состав польской национальной сборной и выступил на юношеском мировом первенстве в Марракеше, где в зачёте метания диска занял итоговое 11-е место.
В 2007 году метал диск на юниорском европейском первенстве в Хенгело, но в финал не вышел.
В 2009 году с результатом 57,58 стал пятым на молодёжном европейском первенстве в Каунасе.
Начиная с 2010 года выступал среди взрослых спортсменов, в частности в этом сезоне принял участие во взрослом чемпионате Европы в Барселоне (61,97).
В 2011 году в первый и единственный раз в карьере стал чемпионом Польши в метании диска — с результатом 63,81 превзошёл всех соотечественников на турнире в Быдгоще. Будучи студентом, в 2011 году представлял Польшу на Универсиаде в Шэньчжэне, где в финале метнул диск на 63,62 метра и завоевал тем самым серебряную медаль — уступил здесь только эстонцу Мярту Исраэлю.
В мае 2012 года на соревнованиях в Лодзи установил свой личный рекорд — 65,61 метра, тогда как в июне на чемпионате Европы в Хельсинки метнул диск на 62,22 метра и в финал не вышел. Выполнив олимпийский квалификационный норматив (65,00), удостоился права защищать честь страны на летних Олимпийских играх в Лондоне — на предварительном квалификационном этапе метания диска показал результат 61,08 метра, чего оказалось недостаточно для выхода в финал.
В 2013 году метал диск на Универсиаде в Казани — с результатом 58,63 сумел преодолеть предварительный квалификационный этап, но в финале провалил все три свои попытки, не показав никакого результата.
В 2015 году закрыл десятку сильнейших на Всемирных военных играх в Мунгёне (54,74).
Впоследствии оставался действующим спортсменом вплоть до 2019 года, однако сколько-нибудь значимых результатов на международной арене больше не показывал.